# Ace Austin
Ace Austin Highley (né le 28 février 1997 à Atlantic City) est un catcheur américain plus connu sous le nom d'Ace Austin. Il travaille actuellement à la Total Nonstop Action Wrestling.
Entre 2019 et 2022, Austin remporta à trois reprises le championnat de la X-Division d'Impact, ainsi que la Super X-Cup (2021).

## Jeunesse
Ace Austin Highley devient fan de catch après avoir vu un match opposant Shawn Michaels à Rob Van Dam à la télévision. Il fait partie des équipes de football américain, d'athlétisme et de basketball de son lycée et fait aussi du parkour.

## Carrière

### World Wrestling Entertainment (2018)
Il fait sa première apparition à la WWE lors du 205 Live du 24 juillet 2018 dans un Tag Team Match avec Chris Robinson qu'ils perdent contre la Lucha House Party (Kalisto et Lince Dorado).

### Impact Wrestling (2019-...)
Le 4 avril 2019 lors de United We Stand, il perd contre le Impact World Champion, Johnny Impact, dans un Ultimate X Match qui comprenaient également Jake Crist, Pat Buck et Dante Fox et ne remporte pas une chance pour le Impact X Division Championship.

#### Champion de la X-Division (2019-2020)
Le 20 octobre lors de Bound For Glory 2019, il bat Jake Crist, Acey Romero, Daga et Tessa Blanchard dans un Five Way Ladder Match et remporte le Impact X Division Championship. Lors de Turning Point 2019, il conserve son titre contre l'ancien champion Jake Crist. Lors de Hard to Kill, il conserve son titre contre Trey Miguel.
Lors de Rebellion, il perd son titre contre Willie Mack,.

#### Division par équipe (2020-2021)
Après avoir perdu le Championnat de la X Division, il participe à un tournoi pour désigner le Challenger N°1 pour le Impact World Championship qu'il remporte en battant successivement Rhino, Hernandez, et Zachary Wentz.
Lors de Slammiversary XVIII, il perd contre Eddie Edwards dans un Five-Way Élimination Match qui comprenaient également Trey, Rich Swann et Eric Young et ne remporte pas le Impact World Championship puis attaque le nouveau champion après le match avec Madman Fulton jusqu'au sauvetage de ce dernier par The Good Brothers (Doc Gallows et Karl Anderson).
Lors de Emergence, lui et Madman Fulton perdent contre The Good Brothers. Lors de Bound for Glory 2020, ils perdent contre The North (Ethan Page et Josh Alexander) lors d'un 4-Way Tag Team match impliquant aussi The Good Brothers et The Motor City Machine Guns et ne remportent pas les Impact World Tag Team Championship.

#### Super X-Cup et 2ème X-Division Championship (2021-...)
Lors de Genesis, il remporte la Super X-Cup en battant Blake Christian en finale du tournoi,. Lors de Sacrifice, il bat TJP et remporte le Championnat de la X-Division pour la deuxième fois. Lors de Rebellion (2021), il perd son titre contre Josh Alexander dans un Three Way Match qui comprenaient également TJP,.
Lors de Victory Road (2021), il perd contre Christian Cage et ne remporte pas le Impact World Championship.
Lors de Rebellion (2022), il bat Mike Bailey et Trey Miguel et remporte le Impact X Division Championship pour la troisième fois. Lors de Under Siege (2022), il conserve son titre contre Trey Miguel.

### New Japan Pro Wrestling (2022-...)
Le 1er mai 2022, la New Japan Pro Wrestling annonce qu'il participera au Best of the Supers Juniors. Il  termine le tournoi avec cinq victoires et quatre défaites, ce qui ne lui permet pas de se qualifier pour la finale.

#### Bullet Club (2022-...)
Le 3 juin, lui, Alex Zayne, El Lindaman et Wheeler Yuta battent Robbie Eagles, YOH, Clark Connors et Titán. Plus tard, dans la soirée, il aide Bad Luck Fale, Chase Owens et El Phantasmo à vaincre The United Empire (Jeff Cobb, Great O-Khan et Aaron Henare) et célèbre avec eux après le match, devenant ainsi le nouveau membre du Bullet Club,.

## Palmarès
- All American Wrestling
  - 1 fois AAW Heritage Champion
  - 1 fois AAW Tag Team Champion avec Madman Fulton[28]

- Combat Zone Wrestling
  - 1 fois CZW Wired TV Championship

- Desastre Total Ultraviolento
  - 1 fois DTU Alto Impacto Champion

- Total Nonstop Action Wrestling
  - 3 fois TNA X Division Champion
  - 3 fois TNA World Tag Team Champion avec Chris Bey (actuel)
  - TNA World Championship #1 Contender's Tournament (2020)
  - Super X Cup (2021)
  - Impact Year-End Awards :
  - Star de la X-Division de l'année (2020)

- The Wrestling Revolver
  - 1 fois PWR Remix Champion
  - 1 fois PWR Scramble Champion
  - 1 fois PWR World Tag Team Champion avec Chris Bey (actuellement)

- World Xtreme Wrestling
  - 1 fois WXW Ultimate Hybrid Champion

## Récompenses des magazines
- Pro Wrestling Illustrated

| Année | 2017 | 2018       | 2019 | 2020 | 2021 | 2022 | 2023 | 2024 |
| ----- | ---- | ---------- | ---- | ---- | ---- | ---- | ---- | ---- |
| Rang  | 459  | Non classé | 243  | 94   | 156  | 33   | 134  | 114  |